# Starše
Starše (em alemão:  Altendorf in Steiermark) é um município da Eslovênia. A sede do município fica na localidade de mesmo nome.